# 上村貴子
上村 貴子（うえむら たかこ、1979年12月3日 - ）は、日本の女性声優。トルバドール音楽事務所所属。鹿児島県出身。血液型はA型。

## 出演

### テレビアニメ
- 仰天人間バトシーラー（ジャリエード〈ジュリエーコ〉）
- キョロちゃん（クリン）
- 銀魂（ウェイトレス）
- G-onらいだーす（アイ）
- スイスイ!フィジー!（カーラ）
- 涼宮ハルヒの憂鬱（2009年版）（女子小学生）
- 人形アニメーション リカちゃん（ななみちゃん）
- 爆球Hit! クラッシュビーダマン（女の子）
- ハングリーハート WILD STRIKER（アサミ、藤沢かりん）
- B-伝説! バトルビーダマンシリーズ（リエナ、スリーにゃみーごズA）
- マジカノ（藤原海）
- 無敵王トライゼノン（樹雫）
- 妄想科学シリーズ ワンダバスタイル（サチコ）
- モンチッチ（マイチッチちゃん）
- レ・ミゼラブル 少女コゼット（子供たち / 男の子）

### ゲーム
- 無敵王トライゼノン（2001年、樹雫）

### OVA
- G-onらいだーす（2002年、アイ）
- HUNTER×HUNTERシリーズ（マチ）
  - HUNTER×HUNTER GREED ISLAND（2003年）
  - HUNTER×HUNTER G・I Final（2004年）

### CDドラマ
- G-onらいだーす（2002年、アイ）